# Pierre Ruffey

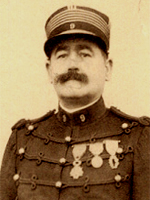
Pierre Ruffey

Generaal Pierre Xavier Emmanuel Ruffey (Dijon, 19 maart 1851 – 14 december 1928) voerde het bevel over het Franse 3de leger in de eerste maand van de Eerste Wereldoorlog.
Na zijn opleiding aan de Franse krijgsschool van St. Cyr in 1873 werd Ruffey gedetacheerd in Madagaskar. In de jaren die volgden gaf Ruffey les aan de militaire academie. In 1901 werd hij kolonel en vier jaar later commandant van een divisie. In 1913 werd hij benoemd in de Opperste Oorlogsraad.
Bij het uitbreken van de oorlog, een jaar nadien, kreeg hij het bevel van het 3de Franse leger toevertrouwd. Hij werd belast met de verdediging van de Franse linie van Montmédy tot Recroi maar moest half augustus onder zware Duitse druk tijdens de slag in de Ardennen, een van de grensgevechten, terugtrekken.
Nadat hij bij Verdun na zware strijd tot de terugtocht werd gedwongen werd hij prompt van zijn bevel ontheven door opperbevelhebber Joseph Joffre en vervangen door Maurice Sarrail. Hij kreeg geen functie meer als commandant.
Ruffey stierf in 1928 op 77-jarige leeftijd.